# Zofia Kosturkiewicz
Zofia Maria Kosturkiewicz, z d. Lipińska (ur. 26 sierpnia 1928 w Grabinie na Wołyniu, zm. 29 października 2021) – polska profesor nauk chemicznych, specjalizująca się w krystalografii, twórczyni poznańskiej szkoły krystalografii.

## Życiorys
Urodziła się na Wołyniu. Po napaści ZSRR na Polskę w 1939 r. wraz z rodziną zamieszkała na Kielecczyźnie, gdzie była uczennicą tajnego gimnazjum oraz działała jako łączniczka AK. Po wojnie była uczennicą II Liceum Ogólnokształcącego im. gen. Zamoyskiej w Poznaniu, a po zdaniu matury w 1947 r. podjęła studia chemiczne na Uniwersytecie Poznańskim (obecnie Uniwersytet im. Adama Mickiewicza). Pracę magisterską pt. „Badania nad przebudową łańcucha bocznego cynchoniny” przygotowaną pod kierunkiem prof. Jerzego Suszki obroniła w 1951 r., pracując już jako zastępca asystenta w Katedrze Chemii Organicznej. W 1960 r. na Wydziale Matematyki, Fizyki i Chemii UAM obroniła rozprawę doktorską pt. „Konfiguracja alkaloidów chinowych”. Jej promotorem był również prof. Suszko. W 1969 r. uzyskała stopień doktora habilitowanego za pracę pt. „Konformacja cząsteczek i geometria wiązań wodorowych w kryształach organicznych”. W 1978 r. nadano jej tytuł profesora nadzwyczajnego w zakresie nauk chemicznych, a w 1987 r. otrzymała tytuł profesora zwyczajnego. W latach 1973–1978 była wicedyrektorem Instytutu Chemii UAM.
Pracowała w zorganizowanej przez siebie Pracowni, następnie Zakładzie Krystalografii na Wydziale Chemii Uniwersytetu im. Adama Mickiewicza, od 1961 do przejścia na emeryturę w 1998 była kierownikiem tej jednostki. Była pionierem badań krystalograficznych w Poznaniu; jako pierwsza w Polsce zajęła się krystalografią związków organicznych, m.in. białek i kwasów nukleinowych.
Była członkiem Komitetu Krystalografii Polskiej Akademii Nauk.
W 1955 poślubiła Andrzeja Kosturkiewicza.

## Odznaczenia i wyróżnienia
- Krzyż Armii Krajowej[2]
- Krzyż Kawalerski Orderu Odrodzenia Polski[2]
- Medal Komisji Edukacji Narodowej[2]
- Nagroda Polskiego Towarzystwa Krystalograficznego (2018)[6]